# Trzcianka-Kolonia (województwo mazowieckie)
Trzcianka-Kolonia – wieś sołecka w Polsce, położona w województwie mazowieckim, w powiecie mławskim, w gminie Szydłowo.
W latach 1975–1998 miejscowość położona była w województwie ciechanowskim.